# Malawi aux Jeux olympiques d'été de 2008
Le Malawi participe aux Jeux olympiques d'été de 2008 à Pékin. Il s'agit de sa 8e participation à des Jeux d'été.

## Athlètes engagés

### Athlétisme
- Chancy Master[1]
- Lucia Chandamale[1]

#### Hommes
| Epreuve      | Athlète       | Séries       | Séries | Quarts de finale | Quarts de finale | Demi-finales | Demi-finales | Finale   | Finale |
| Epreuve      | Athlète       | Résultat     | Rang   | Résultat         | Rang             | Résultat     | Rang         | Résultat | Rang   |
| ------------ | ------------- | ------------ | ------ | ---------------- | ---------------- | ------------ | ------------ | -------- | ------ |
| 1 500 mètres | Chancy Master | 3min 44 s 96 | 10e    | -                | -                | -            | -            | -        | -      |

#### Femmes
| Épreuve      | Athlète          | Séries       | Séries | Quarts de finale | Quarts de finale | Demi-finales | Demi-finales | Finale   | Finale |
| Épreuve      | Athlète          | Résultat     | Rang   | Résultat         | Rang             | Résultat     | Rang         | Résultat | Rang   |
| ------------ | ---------------- | ------------ | ------ | ---------------- | ---------------- | ------------ | ------------ | -------- | ------ |
| 5 000 mètres | Lucia Chandamale | 16 min 44.09 | 15e    | -                | -                | -            | -            | -        | -      |

### Natation
- 50m nage libre : Charlton Nyirenda[1]
- 100m nage libre : Zarra Pinto[1]

## Liste des médaillés

### Médailles d'Or
| Sport            | Discipline | Sportifs | Performance |
| Médailles d'or : |            |          |             |

### Médailles d'Argent
| Sport                | Discipline | Sportifs | Performance |
| Médailles d'argent : |            |          |             |

### Médailles de Bronze
| Sport                 | Discipline | Sportifs | Performance |
| Médailles de bronze : |            |          |             |